# كأس فرنسا 2002–03
كأس فرنسا 2002–03 (بالفرنسية: Coupe de France de football 2002-2003)‏ هو الموسم 86 من كأس فرنسا. أشرف على تنظيمه اتحاد فرنسا لكرة القدم، وفاز فيه نادي أوكسير.